# Aloys Putterlick
Aloys (ou Alois) Putterlick est un médecin et un botaniste autrichien, né en 1810 et mort en 1845.
Ce spécialiste de bryologie dirige le Muséum de Vienne de 1840 à 1845.

## Éponymie
- Le genre Putterlickia de la famille des Celastraceae lui a été dédié par Stephan Ladislaus Endlicher en 1840. Ce genre comprend 4 espèces d'Afrique du Sud.